# 빌렌도르프의 비너스

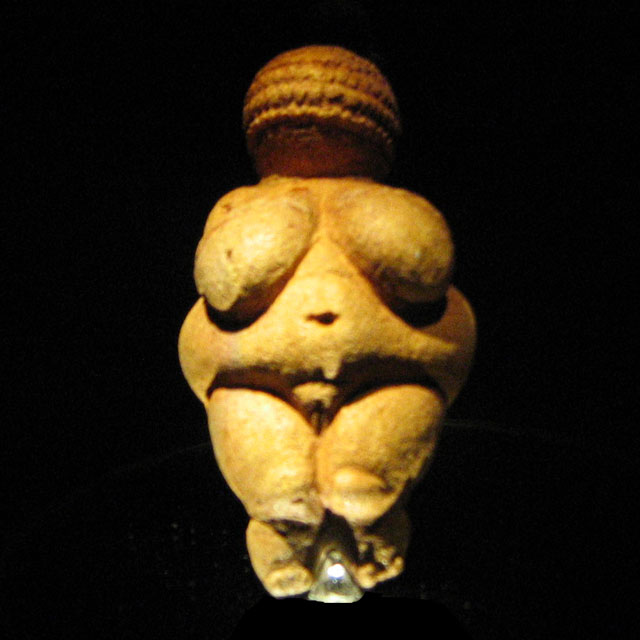
빌렌도르프의 비너스

빌렌도르프의 비너스(독일어: Venus von Willendorf)는 1908년 오스트리아 니더외스터라이히주 빌렌도르프 근교의 구석기 시대 지층에서 고고학자 요제프 촘바티가 발견한 11.1 cm 키의 여자 조각상이다. 그 지역에서 나지 않는 어란상 석회암으로 만들어졌으며 석간주로 칠해졌다.
1990년 조각상 발견지점 주변 유적의 층위를 조사해 분석한 결과에 따르면 이 석상은 2만 2000년에서 2만 4000년 전에 만들어진 것으로 추정된다. 왜, 어떻게 만들어졌으며 문화적으로 어떤 의미가 있는지에 대해서 알려져 있는 것은 매우 적다. 고고학적으로 당대 그라베트 문화 특유의 비너스 소상의 일례이다.
빌렌도르프의 비너스는 사실적이라기보다는 이상적으로 표현한 여성상이다. 커다란 유방을 늘어뜨리고, 허리는 매우 굵었으며, 배는 불룩 나와 있고, 지방이 풍부한 엉덩이는 매우 잘 발달해 있고 성기가 강조되어 있어서, 생식과 출산, 다산의 상징으로 주술적 숭배의 대상이 되었던 것으로 판단된다. 작은 팔은 가슴 위에 올려져 있다. 얼굴이 보이지 않으며, 머리는 땋은 머리, 눈, 또는 모자의 일종이라고 볼 수 있는 것으로 둘러싸여 있다.
처음에 '비너스'라는 별명이 붙은 것처럼 이 석상이 태고의 이상적인 여성을 나타내는 것이라고 보는 학자가 있다. 한편 선사 시대 유럽의 풍요의 여신을 나타내는 것이라는 반박도 있다. 다산을 나타내는 것이 아니라면 뚱뚱함은 수렵 생활을 하는 사회의 높은 계층에 있는 사람을 나타내며, 이 석상이 성공과 안녕의 상징이었다는 주장도 있다.
석상의 다리는 스스로 설 수 없게 생겼다. 따라서 이것은 세워 놓기보다는 지니고 다니기 위해 만들어졌을 것이라고 추측된다. 그런 점 때문에 석상이 여신이라기보다는 행운의 부적에 불과하다고 말하는 사람도 있다. 어떤 사람은 다산을 위한 부적으로서 질에 삽입했을 가능성도 있다고 말한다.
오늘날 빌렌도르프의 비너스는 빈 자연사 박물관에 소장되어 있다.